# Last Time (Secondhand Serenade)
Last Time è un singolo di Secondhand Serenade, pubblicato il 13 maggio 2008.

## La canzone
Il brano, inizialmente reso disponibile per coloro che avessero prenotato A Twist in My Story su iTunes, è stato poi pubblicato come singolo discografico. È stato successivamente inserito come una delle bonus track dell'edizione speciale dell'album. Last Time si differenzia dai precedenti lavori di Secondhand Serenade per il quasi esclusivo uso del pianoforte e di un sintetizzatore, che per la prima volta fa capolino in un singolo dell'artista. Tale svolta stilistica sarà confermata nel terzo album, Hear Me Now, che vede un maggiore approccio al pop e all'elettronica rispetto agli altri album.

## Tracce
1. Last Time – 4:43